# Mesochorus deceptus
Mesochorus deceptus är en stekelart som beskrevs av Dasch 1974. Mesochorus deceptus ingår i släktet Mesochorus och familjen brokparasitsteklar. Inga underarter finns listade i Catalogue of Life.